# VfL Bochum
Verein für Leibesübungen Bochum 1848 Fußballgemeinschaft, VfL Bochum ali preprosto Bochum je nemški nogometni klub iz mesta Bochum. VfL Bochum je ena najstarejših športnih organizacij na svetu, saj je nastala 26. julija 1848, ko je lokalni časopis spraševal po kreiranju gimnastičnega kluba. Oddelek za nogomet pa je bil ustvarjen 31. januarja 1911. V devetdesetih letih dvajsetega stoletja je imel Bochum status jojo kluba, saj si je zagotavljal napredovanja in relegacije iz 1. Bundeslige v 2. Bundesligo in obratno. Vidnejši uspehi Bochuma so 4 naslovi prvaka 2. Bundeslige, 2 dosega finala nemškega pokala in dvakratni nastop v Evropski ligi (1996/97, 2003/04). Leta 1997 je napredoval v 3. krog, kjer ga je izločil Ajax, v letu 2004 pa se je zgodaj poslovil, po tem, ko je izgubil proti Standard Liègu po pravilu golov v gosteh. Trenutno igra v 1. Bundesligi.
Bochumov domači stadion je Ruhrstadion, ki sprejme 27.599 gledalcev. Barva dresov je modra. Nadimek nogometašev je Die Unabsteigbaren (tisti, kateri ne morejo relegirani).